# Miasto metropolitalne Cagliari
Miasto metropolitalne Cagliari (wł. Città metropolitana di Cagliari) – miasto metropolitalne we Włoszech, z siedzibą zlokalizowaną w Cagliari. 
Weszło w życie z dniem 4 lutego 2016 roku i zastąpiło prowincję Cagliari.
Liczba gmin: 17.